# Metastelma anegadense
Metastelma anegadense är en oleanderväxtart som beskrevs av Nathaniel Lord Britton. Metastelma anegadense ingår i släktet Metastelma och familjen oleanderväxter. Inga underarter finns listade i Catalogue of Life.